# Ron Williams

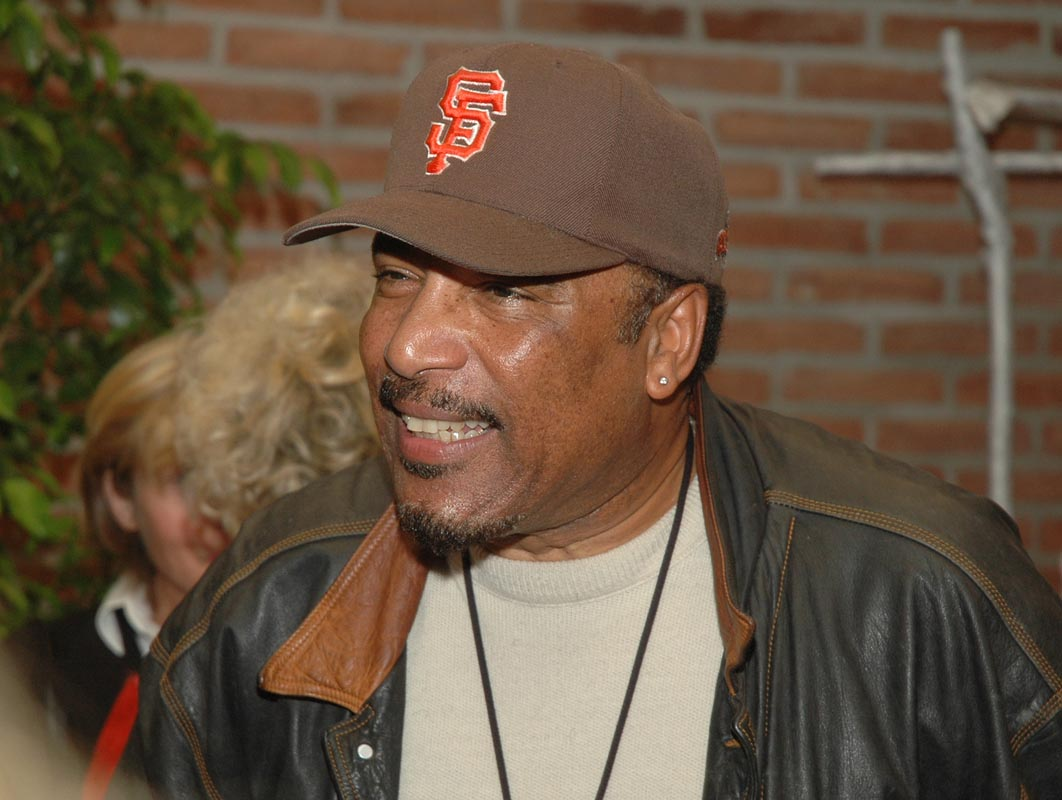
Ron Williams (2004)

Ron Williams (* 2. Februar 1942 in Oakland, Kalifornien), Komponisten-Name (GEMA): Ronald Lee Williams-Clarke, ist ein US-amerikanischer Schauspieler, Synchronsprecher, Sänger und Moderator, der seit den 1960er-Jahren in Deutschland lebt und arbeitet.

## Leben und Wirken
Williams besuchte bis 1960 die Oakland Technical High School in Oakland, Kalifornien. Die Ausbildung zum Militärpolizisten durchlief er im Bundesstaat Georgia. Als einziger Afroamerikaner in seiner MP-Einheit diente er dann in Fort Belvoir, Virginia. 1961 kam er als GI nach Stuttgart, wo er zum Radiosprecher und Printjournalisten umgeschult wurde. Beim Soldatensender American Forces Network in Deutschland wurde er zum ersten afroamerikanischen Nachrichtensprecher. Williams schrieb auch für die US-Militärzeitung Stars and Stripes sowie für die Overseas Weekly.
Schon während seiner Dienstzeit in Stuttgart hatte er Auftritte als Sänger (Solist beim Horst-Jankowski-Jazz-Chor und mit der SDR Big Band). Nach seiner Entlassung 1963 und verschiedenen Jobs, u. a. als Chauffeur, Butler, Cola-Verkaufsfahrer oder Pan-Am-Flughafen-Bodenpersonal, wurde er als Mitglied des Ensembles vom Renitenztheater in Stuttgart engagiert. 1965/66 war er faktisch der erste US-amerikanische politische Kabarettist Deutschlands. Durch Gastspiele (u. a. bei den Berliner Stachelschweinen) sowie Radio- und Fernsehauftritte (Kinder des Olymps, 1966 ZDF) wurde er einem immer größeren Publikum bekannt. Er war zudem in der Rolle des Hud (Song: I’m Black) Mitglied im ersten Ensemble des Musicals Hair (1968–1969).
In den 1970er Jahren übernahm Williams die Regie von Hair und tourte damit durch Deutschland, Österreich und die Schweiz. Als Mitglied von Rick Clucheys San Quentin Drama Workshop aus San Francisco trat er von 1973 bis 1975 in England, Schottland und Deutschland in den Bühnenstücken The Cage und The Wall Is Mama auf. Das Londoner Black Theatre of Brixton, gegründet in den frühen 1970ern als erste afro-britische Theatergruppe Englands von Frank Cousins unter dem Namen The Dark and Light Theatre Company, engagierte ihn 1975 für die Hauptrolle im preisgekrönten Theaterstück Ceremonies in Dark Old Men. Er tourte mit dem Ensemble durch England und Wales. 1976 kam er aus London nach Deutschland zurück und begann in München seine One-Man-Satire-Show-Reihe (u. a. Happy Birthday America, 1976). Es folgten D-Mark, D-Mark über alles 1978 in Stuttgart, Frontbetreuung 1982 in München, 1983 das Programm Countdown in der Münchner Lach- und Schießgesellschaft und 1984 Geh’ zum Teufel! mit Gastspielen in Deutschland, Österreich und der Schweiz.
1985 war er Moderator und Sänger bei der Live-Aufzeichnung der Harlem Story (mit Sängern und Tänzern aus New York) im WDR/ARD (WDR Big Band Köln unter der Leitung von Peter Herbolzheimer). Von 1985 bis 1993 war er Moderator des Fernseh-Musikmagazins Musik-Szene (ORF/WDR/ARD). Er wurde auch als Gastgeber bzw. Anchorman für das internationale Deutsche-Welle-Magazin Focus on Europe engagiert (1986–1993). Seine eigene Samstagnachtsendung Ron-Abend (WDR/ARD) bekam er 1986. Dort trat er als Kabarettist, Sänger und Gastgeber auf. 
Williams hatte über 800 Gastauftritte im Fernsehen und war in mehr als 300 eigenen Sendungen im deutschsprachigen Raum zu sehen. Einem breiten Publikum ist Williams vor allem als Moderator der WDR/ARD-Serie Spaß am Dienstag – mit Zini bekannt. Überdies lieh er als Synchronsprecher dem Bösewicht Oogie Boogie in Nightmare Before Christmas seine Stimme. In Arielle, die Meerjungfrau (2. Synchronfassung, 1998), Arielle, die Meerjungfrau 2 – Sehnsucht nach dem Meer und Arielle, die Meerjungfrau – Wie alles begann sprach er die Krabbe Sebastian. Er sang zudem die Titelmelodie der Zeichentrickserie Die Super Mario Brothers (1989).

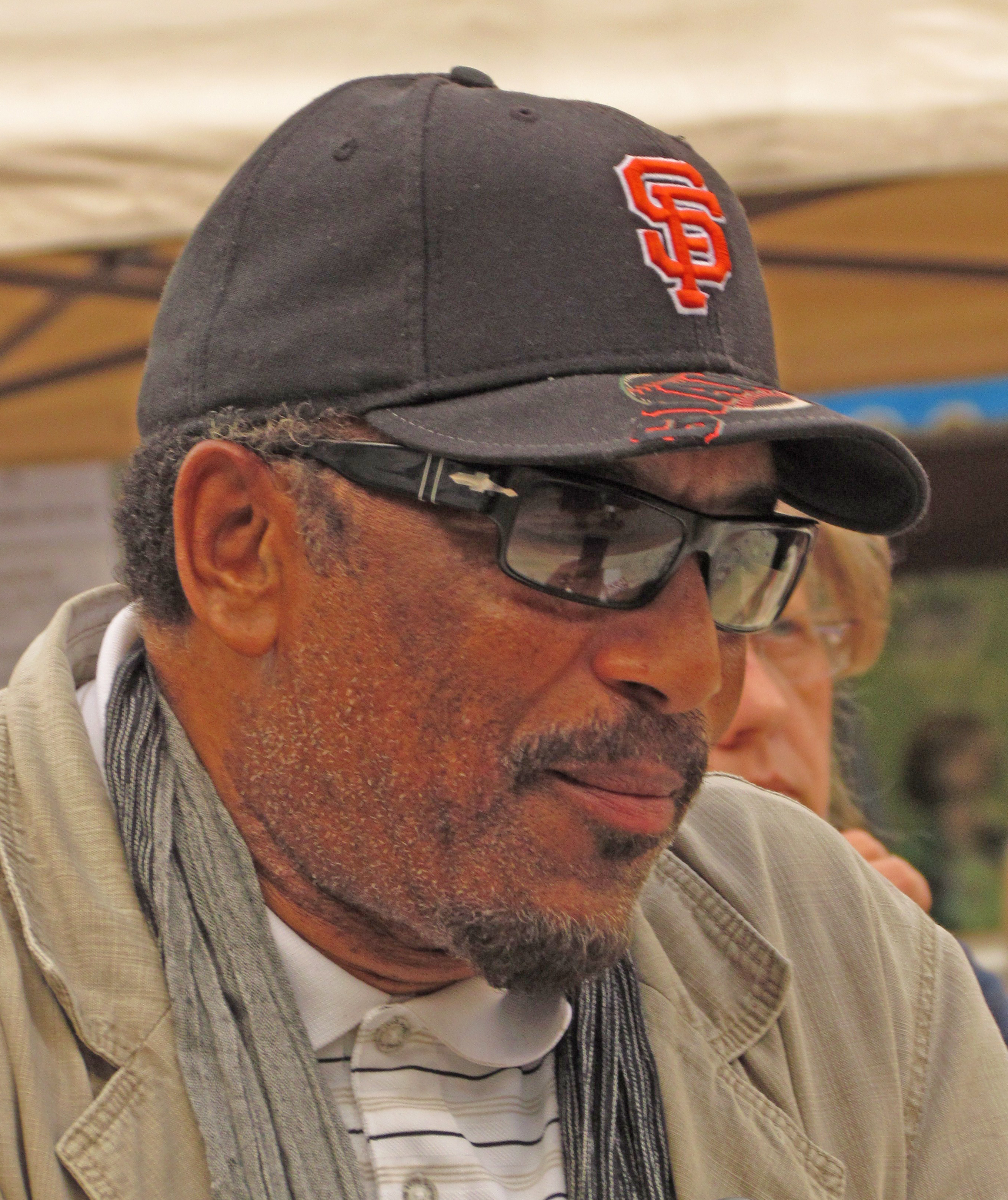
Ron Williams (2012)

Bei den Luisenburg-Festspielen im Sommer 2011/12 in Wunsiedel moderierte und spielte er als Stargast sieben Rollen im Musical The Blues Brothers. Ab 2002 spielte er Titelrollen in Bühnenproduktionen der Kempf Theatergastspiele (2002–2005 in Deutschland, Österreich und der Schweiz I Have a Dream – Die Martin Luther King Story, 2005–2009 (auch in Spanien, Portugal) Die Ray Charles Show, 2009–2012 Endlich Frei! – Die Nelson Mandela Story und 2012–2016 Die Harry Belafonte Story). Von Ende September bis Mitte November 2015 spielte er in Onkel Toms Hütte – Reloaded. 
Nach der erfolgreichen Premiere im Februar 2015 in Aschheim bei München gab es von November bis Dezember 2016 eine Tournee mit seinem Soloprogramm Hautnah (Lesung mit Konzert) mit biografischen Episoden mit dem Jörg Seidel Swing Trio. Ab 2009 war er auch als Host und Sänger unterwegs mit der SweetSoulMusicRevue, The Sound of Classic Motown, The SweetSoulGospelRevue und der SweetSoulXmasRevue. Von 2019 bis 2020 spielte er die Rolle des William Brooks in der Fernsehserie Lindenstraße.

## Soziales Engagement
2002 übernahm Ron Williams die Schirmherrschaft der Kinder-Kultur-Karawane; 2006 wurde er Schirmherr der Stiftung Leben ohne Rassismus in Nordrhein-Westfalen; 2008 übernahm Ron Williams die Patenschaft für u. a. das Albert-Einstein-Gymnasium in Frankenthal (Pfalz) im Projekt Schule ohne Rassismus – Schule mit Courage. Gemeinsam mit anderen bayerischen Musikern, Kabarettisten und Autoren engagiert sich Williams seit 2007 im Rahmen der Pflege-Kampagne ganz jung. ganz alt. ganz ohr. Am 12. Juli 2013 übernahm er die Patenschaft für das Augustinus-Gymnasium Weiden im Projekt Schule ohne Rassismus – Schule mit Courage.

## Auszeichnungen
Für sein Engagement gegen Rassismus, Fremdenfeindlichkeit, Gewalt und für mehr Menschlichkeit wurde Williams am 13. Oktober 2004 von Bundespräsident Horst Köhler das Verdienstkreuz am Bande des Verdienstordens der Bundesrepublik Deutschland verliehen.

## Filmografie (Auswahl)
- 1973: Traumstadt
- 1978: Caribia – Ein Filmrausch in Stereophonie
- 1979: Fleisch
- 1980: Ein Guru kommt
- 1985: Der Alte (Fernsehserie, Folge Der Leibwächter)
- 1986: Die Stadtpiraten
- 1986: Kunyonga – Mord in Afrika
- 1987: Die Krimistunde (Fernsehserie, Folge 27 Ein glückliches Opfer)
- 1990–1992: Spaß am Dienstag
- 1993: Salzburger Nockerln
- 1993: Die Bombe tickt
- 1995: Forsthaus Falkenau (Fernsehserie, Folge Freiwild)
- 1996: Kondom des Grauens
- 1998: Immortal
- 1998: Die Bubi-Scholz-Story
- 2007: Sehnsucht nach Rimini
- 2011: Das Traumhotel – Tobago
- 2019–2020: Lindenstraße (Fernsehserie)

## Diskografie (Auswahl)
- King Kong (Is Alive And Well) (Single, als Ronnie Lee Williams, 1970er)
- Judy Cheeks Please Give Me This Night[5] (US titel: Mellow Lovin’) (Co-Songwriter) (Album, 1978 – Ariola)
- Ron Williams: Soul Down (Soul-Medley) (Single, 1983)
- Ron Williams & Stephan Wald: Helmut: Du, Du, Du. Ronnie: Yes, I Agree. (1985 – CBS)
- All you need is a friend (1993)
- Hair 1993 Ron Williams, Nina Hagen, Udo Lindenberg und Uwe Ochsenknecht (1993)
- Denn es ist Weihnachtszeit: Mary’s Boychild (Musical-Stars singen Weihnachtslieder) (1996, Polydor)
- Juke & The Blue Joint meets Ron Williams (1997 – Akustische Musik)
- Ron und Julian Williams: Together bewegen wir die Welt (1998 – Polymedia)
- Ron Williams feat. The Union Open your Heart (2000)
- Ron Williams & Ariane Roth: Solange wir uns spüren (2001 – Whoopee Records)
- Ron Williams & The Bluesnight Band: Gotta Do The Right Thing (2005 - Acoustic Music Records)
- Martin Luther King – King of Love, CD / LP (2007 – Sony/BMG)
- Ron Williams & Jörg Seidel Band:  Jazzin’ up the Soul (2008)
- Erfolgssongs aus: Die Nelson Mandela Story – Endlich frei (2009)

## Synchronrollen
- 1989: Do the Right Thing – Samuel L. Jackson als Mister Señor Love Daddy
- 1993: Nightmare Before Christmas – Ken Page als Oogie Boogie
- 1989: Arielle, die Meerjungfrau – als Sebastian
- 2000: Arielle, die Meerjungfrau 2 – Sehnsucht nach dem Meer – als Sebastian
- 2004: Harry Potter und der Gefangene von Askaban – Lenny Henry als Schrumpfkopf
- 2008: Arielle, die Meerjungfrau – Wie alles begann – als Sebastian
- 2014: Urlaubsreif – Terry Crews als Nickens
- 2014: Manolo und das Buch des Lebens – Ice Cube als Kerzenmacher

## Hörspiele
- 1990: Julio Cortázar: Der Verfolger – Ein Stück Jazz – Regie: Christian Brückner (Hörspiel – SWF/WDR)